# Ibiquera
Ibiquera es un municipio del estado de Bahía, en el Brasil. Su población estimada en 2004 era de 3 806 habitantes.

## Topónimo
"Ibiquera" es un término proveniente de la lengua tupí que significa "tierra durmente", a través de la unión de los término yby ("tierra") y ker ("dormir").